# Олешко, Александр Владимирович
Алекса́ндр Влади́мирович Оле́шко (рум. Alexandr Oleşko; род. 23 июля 1976, Кишинёв) — российский актёр театра и кино, телеведущий, певец, театральный педагог. Народный артист Российской Федерации (2025).

## Биография
Родился 23 июля 1976 года в Кишинёве. Его годы детства и отрочества прошли в Молдавской ССР.
Мать — Людмила Владимировна, работала техником, секретарём на энергетическом предприятии. Родители развелись, когда он был маленьким. Воспитывался отчимом Александром Фёдоровичем (оператором на АЗС-5) и мамой. Отец — Владимир Фёдорович (1944 г. р.). Имеет младшего брата и сестру по отцу.
В 1991 году в возрасте 15 лет перебрался в Москву, где поступил в Государственное училище циркового и эстрадного искусства и окончил его с отличием, получив красный диплом. Участвовал в нескольких представлениях в цирке Никулина на Цветном бульваре. С тех же пор начал сниматься в кино и телесериалах, преимущественно во второстепенных ролях.
В 1999 году окончил Высшее театральное училище имени Б. В. Щукина (курс В. В. Иванова). С того же года — в труппе Московского академического театра Сатиры. С 2000 по 2010 год — в группе Московского театра «Современник», куда пришёл по приглашению Галины Волчек.
С 2007 по 2010 год — педагог по актёрскому мастерству Государственного училища циркового и эстрадного искусства.
Был одним из ключевых актёров шоу пародий «Большая разница». С осени 2009 по начало 2017 года работал ведущим ряда развлекательных передач и различных праздничных концертов на «Первом канале». В июне 2017 года перешёл на телеканал «НТВ», так как на «Первом канале» для него не нашлось подходящих проектов. Покинул штат канала после окончания контракта в январе 2020 года по аналогичной причине.
В качестве приглашённого актёра играл в спектаклях Государственного академического театра имени Е. Вахтангова. В 2018 году принят в труппу данного театра.

## Общественная позиция
В 2014 году высказался в поддержку аннексии Крыма Россией. В 2018 году был доверенным лицом кандидата в мэры города Москвы Сергея Собянина на третий срок.
В 2022 году поддержал вторжение России на Украину и принял участие в провластных мероприятиях: 18 марта на стадионе Лужники в поддержку вторжения России на Украину, годовщины аннексии Крыма Россией, марафоне «Zа Россию» в поддержку нападения на Украину.
1 июня 2022 года Латвия запретила Олешко въезд в страну из-за поддержки вторжения и оправдывания российской агрессии. 19 октября 2022 года внесён в санкционный список Украины за «поддержку военного вторжения России в Украину в публичных заявлениях».
В 2024 году стал доверенным лицом кандидата в президенты России Владимира Путина.

## Состояние здоровья
По признанию актёра, данному в телепрограмме «Секрет на миллион», во время большинства киносъёмок ему регулярно и на длительное время приходится наносить толстый слой грима, в связи с чем состояние его здоровья остаётся неудовлетворительным.

## Личная жизнь
Был полгода женат на актрисе Ольге Викторовне Беловой, с которой познакомился во время учёбы в Театральном училище, поженились после окончания учёбы. Также он встречался с художницей и его директором Викторией Минеевой, которая позже вышла замуж и переехала в Санкт-Петербург.
В 2023 году в интервью Лере Кудрявцевой актёр сообщил, что «довольно давно» снова женился.
У артиста есть хобби — коллекционирование цирковых плакатов, которые он собирает с детства.

## Признание и награды
Государственные награды:
- Народный артист Российской Федерации (25 марта 2025) — за большие заслуги в развитии кинематографического, театрального, хореографического, циркового и эстрадного искусства[1]
- Заслуженный артист Российской Федерации (3 февраля 2015) — за большие заслуги в развитии отечественной культуры и искусства, телерадиовещания, печати и многолетнюю плодотворную деятельность[22][23]
- Медаль ордена «За заслуги перед Отечеством» II степени (10 сентября 2021) — за большой вклад в развитие отечественной культуры и искусства, многолетнюю плодотворную деятельность[24]

Другие награды, поощрения и общественное признание:
- Член Союза театральных деятелей Российской Федерации
- Член Международного Творческого Союза Деятелей Эстрадного Искусства
- Лауреат премии «Чайка» за лучшую мужскую комедийную роль сезона «Улыбка M» (2005, «Мадемуазель Нитуш», Театр имени Е. Б. Вахтангова)
- Дважды лауреат конкурса чтецов Якова Смоленского
- Лауреат Всероссийского студенческого конкурса чтецов имени В. Н. Яхонтова
- Самый стильный актёр года (2009) — по версии журнала «GQ»
- «Открытие года» (2009) по результатам социологического опроса «TNS Gallup Media»[25]
- Международной Академией Общественного Признания награждён орденом «Признание» за выдающиеся заслуги (2010)
- Международной Академией Культуры и Искусства награждён серебряным орденом «Служение искусству» (2010)
- Fashion-актёр года (2010) — World Fashion Awards[26].
- Лауреат премии кинофестиваля «Улыбнись, Россия!» — «За вклад в чувство юмора страны» (2012)[27]
- Лауреат Специального приза Российской Национальной актёрской премии имени Андрея Миронова «Фигаро» (2013)[28]
- Медаль «Участнику военной операции в Сирии» (Минобороны России, 2017)[29]
- Медаль «За содружество в области химического разоружения» (ФУБХУХО России, 2017)[30]
- Лауреат премии «Хрустальная Турандот» за лучшую мужскую роль (спектакль «Павел I», Театр имени Е. Б. Вахтангова) (2023)[31]

## Творчество

### Роли в театре

#### Театр имени Е. Б. Вахтангова
- «Мадемуазель Нитуш» Ф. Эрве; режиссёр — Владимир Иванов — Селестен, он же Флоридор
- «Давайте негромко». Вечер Александра Олешко — Исполнитель
- «Приношение Дню Победы» — Исполнитель
- 2000 — «Возьмите зонт, мадам Готье!» по пьесе Ива Пло; режиссёр — Владимир Иванов — Огюст Готье
- 2017 — «Никто не забыт» — Исполнитель
- 2017 — «Красная Шапочка» Ш. Перро — Исполнитель
- 2018 — «Аленький цветочек» С. Т. Аксакова — Читает сказку
- 2020 — «Сказка о царе Салтане» А. С. Пушкина — Читает сказку
- 2021 — «Щелкунчик» Э. Гофмана — Читает сказку
- 2023 — «Павел I» по произведениям Д. С. Мережковского и Е. Р. Симонова; режиссёр — Наталья Ковалёва — Павел I
- 2024 — «Певцу любви, дубрав и мира…». Вечер памяти Василия Семёновича Ланового.

#### Московский театр «Современник»(2000—2010)
- 2000 — «Вишнёвый сад» (Антон Чехов) — Епиходов[32]
- 2001 — «Три сестры» (Антон Чехов) — Федотик
- 2001 — «Ещё раз о голом короле» (Леонид Филатов) — министр нежных чувств
- 2001 — «Балалайкин и К°» (Михаил Салтыков-Щедрин) — Кшепшицюльский
- 2002 — «Сладкоголосая птица юности» (Теннесси Уильямс) — Флай[33]
- 2004 — «Гроза» (Александр Островский) — Кулигин
- 2004 — «Трудные люди» (Йосеф Бар-Йосеф) — Бени Альтер

#### Московский театр сатиры
- 1999 — «Укрощение строптивой» (Уильям Шекспир) — Повар и Портной
- 1999 — «Ревизор» (Николай Гоголь) — Бобчинский
- 2000 — «Трёхгрошовая опера» (Бертольт Брехт) — Роберт Пила
- 2000 — «Неаполь — город миллионеров» (Эдуардо Де Филиппо) — Федерико
- 2018 — «Где мы?!…» Родиона Овчинникова — Олег Порох[34]

#### Другие театры
- «У Лукоморья» (Михаил Шабров) — Пушкин-лицеист (режиссёр — Эдуард Машкович)
- «Миллионерша» (Джордж Бернард Шоу) — управляющий (режиссёр — Владимир Мирзоев)
- «Верона» — Он (режиссёр — Андрей Сычёв)[35]
- «Золотой ключик, или Приключения Буратино» (Алексей Толстой) — Дуремар / Арлекин (режиссёр — Нина Чусова)
- «Ромео и Джульетта» (Уильям Шекспир) — Самсон / Пётр (режиссёр — Роберт Стуруа)[36]

### Фильмография
- 1993 — Про любовь — Егор[37]
- 1994 — Дайте чуду шанс (короткометражный) — артист театра
- 1994 — Хоровод — Ханыч
- 1995 — Роковые яйца — водитель ГПУ
- 1995 — Какая чудная игра — кларнетист
- 1995 — За околицей (короткометражный) — милиционер[37]
- 1996 — Старые песни о главном 2 — призывник
- 1999 — Шутить изволите? (киноальманах) — Клетчатый
- 1999 — Будем знакомы! — Николай
- 2000 — Зависть богов — Товарищ Сергеев, сержант КГБ
- 2000 — Марш Турецкого — Аркаша, следователь-стажёр Ялтинской прокуратуры (серия «Лекарство для покойника»)
- 2000 — Остановка по требованию — Димочка
- 2001 — Тайны дворцовых переворотов — молодой солдат
- 2001 — Остановка по требованию 2 — Димочка
- 2001 — Люди и тени. Секреты кукольного театра — Константин
- 2002 — Кодекс чести — Семён Злотников («Артист»)
- 2003 — Вокзал — Вадим
- 2004 — Усадьба — Геннадий Отёкин
- 2004 — Узкий мост — продюсер Новокрещённых
- 2004 — Апокриф: музыка для Петра и Павла — Петя, слуга Чайковского
- 2005 — Турецкий гамбит — Петечка Яблоков, жених Варвары
- 2005 — Звезда эпохи — корреспондент «Московской правды»
- 2005 — Фитиль — работник фастфуда (сюжет «По волне нашей памяти»)
- 2006 — Вишнёвый сад — Семён Пантелеевич Епиходов
- 2006 — Рельсы счастья — продюсер
- 2006 — Рекламная пауза — Саша, копирайтер
- 2006 — Давай поженимся! — Денис
- 2007 — Квартирный вопрос
- 2007 — Вся такая внезапная — Александр (11 серия «Очень мужская дружба»)
- 2007 — Оплачено смертью
- 2007 — 2013 — Папины дочки — Василий Александрович Федотов, олигарх
- 2007 — Закон и порядок: Преступный умысел — Сергей Глазков (серия «Враг среди своих»)
- 2008 — Слабости сильной женщины — Саня
- 2008 — Очень русский детектив — агент Сканер
- 2008 — Агентство «Мечта»
- 2008 — Смерть шпионам. Крым — лейтенант Щупкин
- 2009 — Обитаемый остров — мутант-хлебопёк
- 2009 — Возвращение мушкетёров, или Сокровища кардинала Мазарини — эпизод
- 2009 — Счастье разведчика (художественно-документальный) — Алексей Николаевич Ботян
- 2009 — Тётя Клава фон Геттен — Юрий / Жорж Костикофф
- 2009 — Крыша — фотограф из мэрии
- 2009 — Кровосмешение — Миша
- 2009 — Фотограф — Мурзик, муж Снежаны
- 2009 — Тень самурая — Максим Бобриков, биохимик
- 2010 — Новый год по-нашему! — камео
- 2010 — На измене — администратор гостиницы
- 2010 — Человек с бульвара Капуцинок — Сашка
- 2011 — Светофор — ведущий шоу «Минута славы» (11 серия)
- 2012 — Ржевский против Наполеона
- 2012 — Август. Восьмого — Егор
- 2012 — Мамы — Коля
- 2012 — Тот ещё Карлосон! — Заславский, руководитель липовой фирмы «Хвостогриво»
- 2012 — Мужчина с гарантией — Вадим Тарасевич
- 2013 — Ералаш (выпуск № 274, сюжет «Пушкин.net»)[38] — Пушкин
- 2013 — Торговый центр — камео
- 2015 — Весеннее обострение — Костя Мелешко
- 2015 — Главный — Владимир Яздовский
- 2015 — Наследники — камео
- 2016 — Екатерина. Взлёт — Рокотов
- 2017 — Воронины — редактор книжного издательства
- 2020 — Динозавр 2 — Курицын-младший
- 2022 — Мой длинноногий деда — Хью
- 2023 — Хитровка. Знак четырёх — Владимир Немирович-Данченко
- 2023 — н. в. — Папины дочки. Новые — Василий Александрович Федотов, олигарх, друг семьи Васнецовых
- 2024 — Про мою маму и про меня — Игоряшка

### Телеспектакли
- 1992 — Трудные люди — хозяин квартиры

### Дубляж
- 2009 — Типа крутой охранник — Дэннис (Майкл Пенья)
- 2010 — Машина времени в джакузи — Джейкоб (Кларк Дьюк)[39]
- 2011 — Джоди Моди и нескучное лето[англ.] — мистер Тодд (Джэлил Уайт)
- 2014 — Приключения Паддингтона — медвежонок Паддингтон[40]
- 2015 — Маленький принц — мистер Принц[41]
- 2016 — Невероятный Блинки Билл[англ.] — коала Блинки Билл[42]
- 2017 — Приключения Паддингтона 2 — медвежонок Паддингтон[43]
- 2018 — Эллиот[англ.] — лошадь Эллиот[44]
- 2023 — Панда из космоса — панда Моцарт[45]
- 2024 — Приключения Паддингтона 3 — медвежонок Паддингтон[46]

### Озвучивание мультфильмов
- 2006 — Моя любовь — Тонечка
- 2020 — Огонёк-Огниво — Нахлобучка, друг Гончара[47]
- 2020—н.в. — Тайны Медовой Долины — медвежонок Фил
- 2022 — Чинк: Хвостатый детектив — медвежонок Фил

## Работы на телевидении

### Сценарист и ведущий
- 2014—2016, 2021, 2024 — «Точь-в-точь»[48] («Первый канал»)

### Ведущий
- 1994—1995 — «Шпилька» («2x2»)
- 1995 — «Музыкальная элита» («Российские университеты»)
- 1998—1999 — «В тридевятом царстве» («Культура»)
- 2005 — «Алфавит» («ТВЦ»)[49]
- 2006—2008 — «Большие» («Культура»)[50]
- 2007—2009 — «Смешарики. Домашние сказки» («Домашний»)
- 2009, 2010, 2011, 2016, 2020 — «„Народная марка/Марка № 1“ в Кремле» («Первый канал», «ТВ Центр»)
- 2009—2014 — «Минута славы»[51] («Первый канал»)
- 2009 — «Открытие сезона в Государственном Кремлёвском дворце» («Первый канал»)
- 2009, 2014 — «Новогодняя ночь на Первом канале» («Первый канал»)
- 2010 — «VIII Национальная кинематографическая премия „Золотой орёл“» («Россия-1»)
- 2010 — «Бенефис Ларисы Голубкиной» («Первый канал»)
- 2011—2013 — «Мультстудия»[52] («Карусель»)
- 2012—2014 — «Время обедать» («Первый канал»)[53]
- 2013, 2019 — «Один в один!» («Первый канал», «Россия-1»)[54]
- 2013, 2014 — «Торжественная церемония закрытия Московского международного кинофестиваля»[55] («Первый канал», «Россия-1»)
- 2014 — «Остров Крым»[56] («Первый канал»)
- 2014 — «В наше время» («Первый канал»)
- 2014 — «Споёмте, друзья! Праздничный концерт к 9 мая» («Первый канал»)
- 2014, 2015, 2017 — «Взрослые и дети» («Первый канал»)
- 2014 — «Белая трость»[57] («ТВ Центр»)
- 2015—2017 — «Роза Хутор. Рождество» («Первый канал»)
- 2015 — «„Триколор ТВ“. 10 лет успеха»[58] («Первый канал»)
- 2015 — «Гала-концерт детского фестиваля танца „Светлана“» («Культура»)
- 2016 — «Большой олимпийский концерт» («Первый канал»)
- 2016 — «Юбилейный вечер Валентина Гафта»[59] («Первый канал»)
- 2016 — «Концерт, посвящённый 45-летию фильма „Офицеры“» («Первый канал»)
- 2016 — «Нас не догонят!» («Первый канал»)
- 2017 — «О чём поют мужчины» («Первый канал»)
- 2017 — «„Диалоги любви“. Юбилейный вечер Евгения Доги» («ОТР»)
- 2017 — «Ты супер! Танцы» («НТВ»)[60]
- 2017—2018 — «Устами младенца»[61] («НТВ»)
- 2017, 2018 — «Радиомания» («Первый канал», «НТВ»)
- 2017 — «Супер Новый год»[62] («НТВ»)
- 2018, 2019 — «Все звёзды в Новый год» («НТВ»)
- 2018 — «Рождественская песенка года» («НТВ»)
- 2018 — «Добрая волна» («НТВ»)
- 2018 — «Москва, весна, цветы и ты»[63] («ТВ Центр»)
- 2018 — «Все звёзды для любимой» («НТВ»)
- 2018 — «Все звёзды майским вечером» («НТВ»)
- 07.09.2018, 09.11.2018, 25.01.2019, 18.10.2019, 08.11.2019 — «Юморина» («Россия-1»)
- 10.09.2018 — «Сегодня. День начинается» («Первый канал»)
- 2019 — «Утро. Самое лучшее» («НТВ»)
- 2020—2024 — «Морской бой», 7-24 сезоны[64] («Звезда»)
- 14.10.2022 — «Мои университеты» («НТВ»)
- 2023 — «Две звезды. Отцы и дети» («Первый канал»)
- 02.12.2023, 23.12.2023 — «Галерея звёзд» («Звезда»)
- 2024 — н.в. — «Романтика романса» («Культура»)[65]

### Участник
- 15.01.2005 — «Кулинарный поединок» («НТВ»)
- 2006, 2009 — «Жизнь прекрасна» («СТС», «Домашний»)
- 09.09.2006[66], 17.02.2007 — «Хорошие шутки» («СТС»)
- 2006 — «Танцы со звёздами 2»[67] («Россия»)
- 2008 — «Кто умнее пятиклассника?» («СТС»)
- 2009 — «Две звезды 3» («Первый канал»)
- 2010 — «Yesterday Live» («Первый канал»)
- 06.04.2013 — «Угадай мелодию» («Первый канал»)
- 2013—2014 — «Повтори!»[68] (Первый)
- 25.03.2017 — «Умницы и умники» («Первый канал»)
- 2017 — «Вокруг смеха» («Первый канал»)
- 27.10.2018 — «Секрет на миллион» («НТВ»)
- 2018 — «Ты супер!» (10.02.2018) («НТВ»)
- 01.01.2019 — «Голубой огонёк на Шаболовке» («Россия-1»)
- 04.01.2019 — «Мастер смеха. Новогодний выпуск» («Россия-1»)
- 2019 — «Пригласите на свадьбу!» («Россия-1»)
- 2019 — «Ты супер!» (31.03.2019) («НТВ»)
- 2022 — «Маска» («НТВ», новогодний выпуск) — в образе Новогоднего зайца
- 2022 — «Ты супер! 60+» (29.05.2022) («НТВ»)
- 22.10.2022 — «Умницы и умники» («Первый канал»)
- 2023 — «Три аккорда» («Первый канал»)
- 2024 — «Когда все дома» («Россия-1»)

### Член жюри
- 2007 — «СТС зажигает суперзвезду» («СТС»)
- 2009 — «ДОстояние РЕспублики» («Первый канал»)
- 2009 — «Ледниковый период 3» («Первый канал»)
- 2015 — «Голосящий КиВиН»[69] («Первый канал»)
- 2022 — «Две звезды: отцы и дети»
- 2022 — «Кондитер»: 7 сезон («Пятница!»)
- 2025 — «Три аккорда»: 9 сезон («Первый канал»)

### Актёр
- 1997 — «Старые песни о главном 2» («ОРТ») — призывник
- 2006—2007 — «Слава Богу, ты пришёл!»[70] («СТС»)
- 2008—2014; с 2024 — «Большая разница» («Первый канал»)